# メビウス (たばこ)
メビウス（MEVIUS）は、日本たばこ産業（JT）が1977年6月から製造・販売しているたばこ銘柄の一つで、JTの最主力銘柄である。2013年1月まではマイルドセブン（MILD SEVEN）の名称で販売されていた。
外箱のコンセプトカラーは水色。常にブランド拡大を行うことで、ファミリーシェアナンバーワンを保持している。JT製品ファミリーの中で最も銘柄数が多い。

## 概要
マイルドセブンは、セブンスターのマイルドバージョンとして国内で1977年（昭和52年）、海外では1981年（昭和56年）に発売された。日本で初めてアメリカンブレンドでチャコールフィルターを採用したブランドである（経緯については下記）。発売当初はセブンスターと類似した星に7をあしらったデザインであったが、1994年（平成6年）にJTがF1参戦ブランドをキャビンからマイルドセブンへ変更したことにあわせて、白地の左側縦青帯デザインに変更された。これに際してテレビCMで「マイルドセブンの青い世界」という宣伝文句が使用され、以後、青がマイルドセブンのイメージカラーとなっていく。
現在のトレードマークであるブルー・ウィンドは2003年（平成15年）のF1日本グランプリで先行的に発表され、同年発売の新製品（ワン・ソフト及びプライム・スーパーライト・ボックス）で利用された後、2004年（平成16年）にソフト製品およびワンのボックスが、2006年（平成18年）に3〜10mgのボックス製品がデザイン変更された（ただしFKおよびスペシャルライトは販売終了時まで従来のままのデザインであった）。なお、その後も2度デザイン変更が実施されている。また、以前はパッケージの種類（ソフトパックとボックス）によって価格やニコチン・タール値が異なっていることが多かったが、2006年（平成18年）7月のたばこ価格改定に合わせ、価格やニコチン・タール値を統一した。2007年（平成19年）6月にはマイルドセブン30周年記念を迎えた。
発売前は当時の専売公社内でも「煙ばかりで味がなく、これは売れない。」と先行きを危ぶむ声もあったが、軽い喫味を求める喫煙者の支持を受け、瞬く間に日本国内で最も売れているたばこ銘柄となり、（コンビニなどを含めた店舗でたばこを指して）単に「ライト」「スーパーライト」と言った場合それぞれマイルドセブン・ライト、マイルドセブン・スーパーライトのことを指す場合が多い。年輩ユーザーの中には「8ミリ」「6ミリ」と呼ぶことがあり、これも同様に「ライト」「スーパーライト」を表している（タール量を示している）。
2012年（平成24年）8月にブランド名を「メビウス」に刷新すると発表。日本国外市場は2012年4月より、日本市場は2012年11月に新デザインの切り替えを開始し、2013年（平成25年）2月上旬に新ブランドに切り替えを行った。『MEVIUS』の名称は「MILD SEVEN」の頭文字「M」「S」を両端に置き、「EVOLUTION（進化）」から「EV」、さらにJT自身を示す「I（わたし）」とユーザーを示す「U（=YOU、あなた）」（この2文字でブランドの繋がりを表現）を組み合わせた造語である。
2013年2月に「マイルドセブン」から正式に「メビウス」に改称されたが、日本たばこ産業の公式見解では発売開始日は「メビウス」に正式改称された日ではなく「マイルドセブン」時代から引き継いでおり、1977年6月1日発売開始としている。

## 関連項目

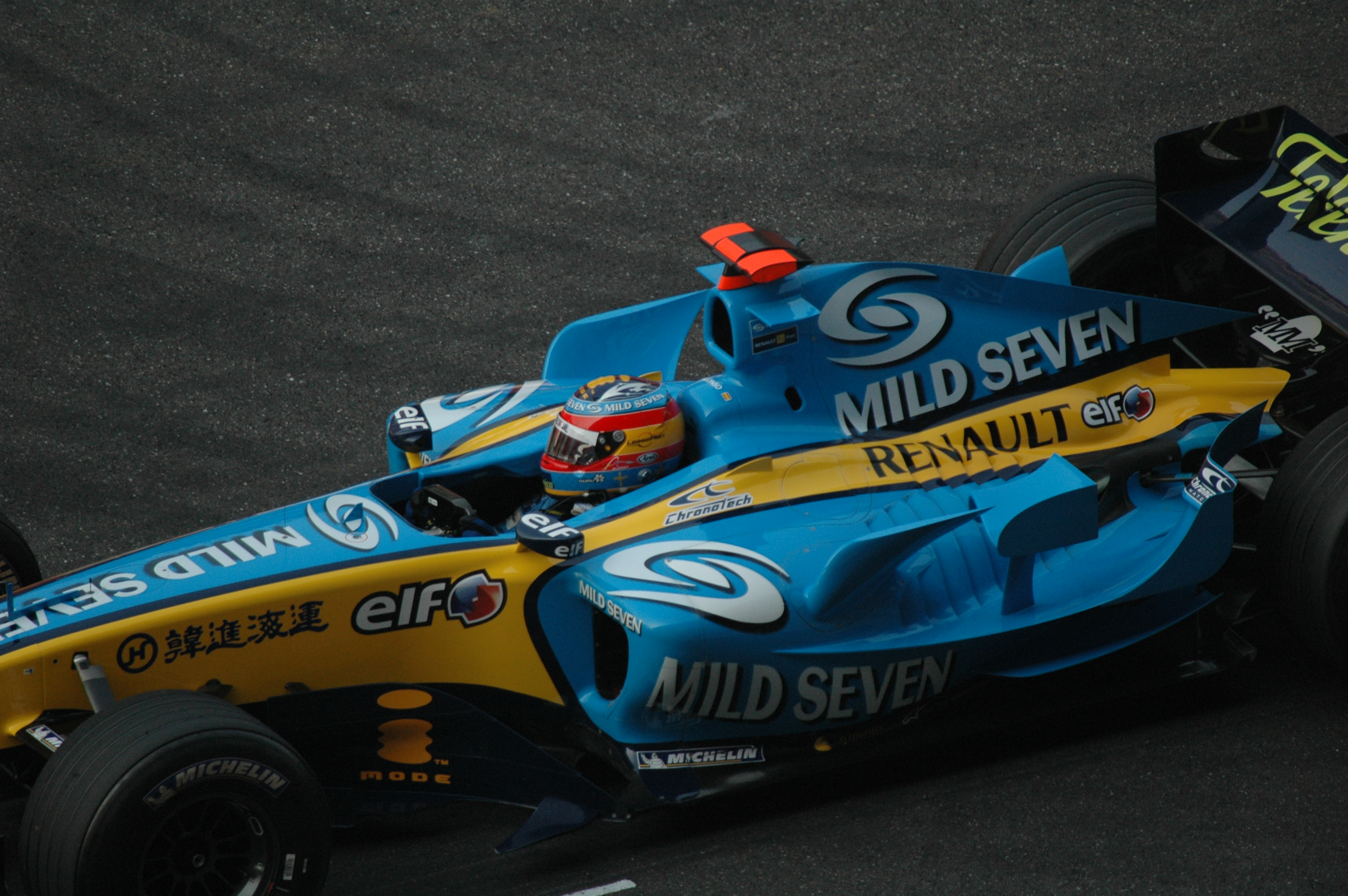
メインスポンサーとして支援した2005年のルノーF1

### 発売まで
当時の専売公社は初のアメリカンブレンドとして1970年3月、「蘭」、「チェリー」を発売した。しかし、前年に発売された日本初のチャコールフィルター採用銘柄「セブンスター」が爆発的なヒットになっていたため、チェリーは当初こそヒットしたものの1975年頃からチェリーの売上げは下がり続け、ついに工場の特殊加工設備の稼働率が30%以下に落ち込み、工場の稼働率向上のためアメリカンブレンドの新製品開発を余儀なくされた（セブンスターはドメスティックブレンド）。それ以前から専売公社内では新銘柄の案に「アメリカンブレンド＋チャコールフィルター」という発想はあったものの、以下の理由により見送られて続けてきた。
- アメリカンブレンドは香料が多いのが特徴なのに、チャコールフィルターでそれを取り除くとは矛盾している。
- 営業的には欧米ではプレーンフィルターのほうが支持率が高くチャコールフィルターは邪道という意見が多い。

同時期、「マリーナ」（事実上マイルドセブンの先代）のリニューアル案を考えていた際、開発者がマリーナにセブンスターのフィルターをセロテープで貼り合せて吸ってみたものが、上記の理論的には矛盾していたものの評判が良く商品化の目処が立った。こうして、国内初の「アメリカンブレンド＋チャコールフィルター」が生まれたが、商品名をブレンドのベースであるチェリー派生にするかフィルターのベースであるセブンスター派生にするかで議論になった。最終的には当時勢いのあったセブンスターの派生銘柄で発売することになった。

## 年表
- 1977年（昭和52年）6月1日 - 専売公社からマイルドセブン発売。
- 1982年（昭和57年）10月1日 - 初の派生品マイルドセブン・セレクト発売。高級版と位置付けられ20円高かった（発売当時）。
- 1985年（昭和60年）7月1日 - マイルドセブン・ライトおよびマイルドセブン・メンソール発売。
- 1987年（昭和62年）8月1日 - マイルドセブン・インターナショナル発売。
- 1988年（昭和63年）5月1日 - マイルドセブン・FK発売。
- 1989年（平成元年）7月1日 - マイルドセブン・スーパーライト発売。
- 1990年（平成2年）7月1日 - 初のボックス製品マイルドセブン・スペシャルライト・ボックス発売。
- 1993年（平成5年）
  - セレクトとFKを除くソフトパック製品がロングサイズ（80mm）→キングサイズ（85mm）に変更される。なお、翌年1月にはデザイン変更が実施されたため初代デザインのKS製品の流通期間は1年未満と非常に短い（メンソール除く）。
  - 10月1日 - マイルドセブン・ボックス発売。
- 1994年（平成6年）
  - 1月 - 最初のデザイン変更（セレクト・FK・メンソール・ボックス製品を除く）。白地に青の縦帯を配したデザインに変更され、基本3製品のデザインが統一された（メンソールは1996年8月に同様のデザイン（縦帯の部分が緑）に変更）。
  - 6月2日 - マイルドセブン・スーパーライト・ボックス発売。
  - 10月3日 - マイルドセブン・ライト・ボックス発売。
- 1995年（平成7年）6月2日 - マイルドセブン・エクストラライト・ボックス発売。
- 1996年（平成8年）6月3日 - 初の100ミリサイズ製品マイルドセブン・エクストラライト・100's・ボックス発売。
- 1997年（平成9年）7月1日 - マイルドセブン・アイスブルー・スーパーライト・ボックス発売。
- 1998年（平成10年）
  - 2月2日 - マイルドセブン・ワン・100's・ボックス発売。
  - 8月3日 - マイルドセブン・エクストラライト（ソフト）発売。
- 1999年（平成11年）12月1日 - マイルドセブン・ワン・100's・ボックス発売。
- 2001年（平成13年）8月20日 - マイルドセブン・スリム・ライト・メンソール発売（東京都限定）。輸出向け製品の逆輸入版であったが全国発売されずに廃止された。
- 2003年（平成15年）
  - 3月3日 - マイルドセブン・ワン（ソフト）発売。初のブルーウインド採用。
  - 11月4日 - 初のノンメンソールD-spec製品マイルドセブン・プライム・スーパーライト・ボックス発売（当初は東京都限定、翌年3月から全国発売）。
- 2004年（平成16年）
  - 1月7日 - マイルドセブン・ワン・メンソール・ボックス発売。このデザインが同年のパッケージ変更のベースとなる。
  - 3月1日 - マイルドセブン・プライム・メンソール・ライト・ボックス発売（当初は東京都限定、同年9月1日から全国発売）。
  - 4月 - 2度目のデザイン変更（FK・1mg以外のボックス製品を除く7銘柄）。青を基調とし、ブルーウインドを上部に大きく配したデザインに変更（ワン・ソフトのみ2004年3月）されたが、この時点ではワンを除くボックスはデザイン・喫味・価格ともに異なっていた。
  - 7月1日 - マイルドセブン・プライム・ボックスおよびマイルドセブン・プライム・ライト・ボックス発売（当初は大阪府限定、翌年2月からライトのみ福岡県にも拡販）。ただし、プライム・ボックスは試験販売のみの極めて短命に終わりプライム・ライト・ボックスも全国発売されずに廃止された。
- 2005年（平成17年）
  - 2月1日 - 環境配慮型製品マイルドセブン・スーパーライト・エコスタイル発売（三重県限定）。（2005年8月に製品不良が発生。その後再び生産されることはなく販売終了となった。）
  - 5月頃 - パッケージの表裏に各3割の注意文言が入り、レイアウトの修正が行われた。
  - 7月1日 - マイルドセブン・ワン・メンソール・100's・ボックス及びマイルドセブン・プライム・スリム・スリー（愛知県限定、全国発売されず）発売。
- 2006年（平成18年）
  - 5月 - 3度目のデザイン変更（第1弾、ボックス製品5銘柄）。ワン、ワン・メンソール、スペシャルライト、プライムを除くボックス製品のデザインをブルーウインドのブロック風のシルエットを右上にあしらったデザインに変更し、喫味はエクストラライトを除き、刺激を抑え、スムースに味わえるように味・香りを改善し、価格は2006年7月1日の増税時にボックスを20円値上げ、ソフトパックを30円値上げとすることで統一した。
  - 12月 - 3度目のデザイン変更（第2弾、5月変更品及びFK・スペシャルライト・プライムを除く9銘柄）。ソフトパックとワン、ワン・メンソール各種のデザインをブルーウインドの点描風のシルエットを右側にあしらったデザインに変更し、同年5月のボックス製品と合わせ主要17銘柄の基本デザインが統一された。この際に、ボックス製品の喫味をソフトパックと統一した。
  - 12月1日 - マイルドセブン・スーパーライト・100's・ボックス発売（当初は北海道限定、翌年2月1日から全国発売）。
- 2007年（平成19年）
  - 7月2日 - マイルドセブン・アクア・メンソール・スーパーライト・ボックス発売。30周年記念製品。
  - 12月3日 - マイルドセブン・ディースペック・スーパーライト・ボックス発売。
- 2008年（平成20年）
  - 5月19日 - マイルドセブン・インパクト・ワン・100's・ボックス発売。
  - 11月下旬 - ワン・メンソール2銘柄をデザイン変更と共に「アクア」シリーズに編入。
- 2009年（平成21年）6月1日 - マイルドセブン・100's・ボックスおよびマイルドセブン・ライト・100's・ボックス発売。
- 2010年（平成22年）
  - 2月 - 4度目のデザイン変更（FK・スペシャルライト・インパクト・プライム・ディースペック・アクアを除く15銘柄）。広い空間に爽やかな風が通り抜けたときの気持ち良さ、次に向かう前向きな気持ちを視覚化したデザインに変更。
  - 2月1日 - マイルドセブン・インパクト・ワン・メンソール・ボックス発売。
  - 7月12日 - マイルドセブン・アクア・スカッシュ・メンソール7・ボックス発売。
  - 11月 - メンソール製品4銘柄がラウンドボックス化。
- 2011年（平成23年）
  - 1月17日 - マイルドセブン・ディースペック・ワン・100's・ボックス発売。
  - 2月 - 1mg/3mgのボックス製品5銘柄がラウンドボックス化。同時にインパクト・ワン・100's・ボックスは現行デザインに合わせたものに変更。
  - 3月11日 - 東北地方太平洋沖地震（東日本大震災）発生。
  - 5月 - 東日本大震災の影響によりFK、スペシャルライト・ボックス、アクア・メンソール・ワン・ボックス、アクア・スカッシュ・メンソール7・ボックスが廃止された。これにより旧世代のデザインの製品がすべて廃止された。
  - 10月 - 6〜10mgのボックス製品5銘柄がラウンドボックス化（東日本大震災の影響により当初予定の同年5月より延期）、同時に開封後の内部デザインも変更（インナーフレーム（箱と銀紙の中間に接着されている中箱）が銀色になり、銀紙に模様が描かれるようになっている）。また、ディースペック・スーパーライト・ボックスはディースペック・ワン・100's・ボックスのデザインに合わせたものに変更（競合するケントやフィリップモリスは、2000年代初頭にはラウンドボックス化が完了しており、マイルドセブンは10年ほど遅れたことになる）。
- 2012年（平成24年）
  - 1月16日 - マイルドセブン・スタイルプラス・6及びマイルドセブン・スタイルプラス・ワン発売。
  - 3月1日 - マイルドセブン・インパクト・メンソール・ボックス発売。事実上同ブランドでの最後の新商品となった。
  - 4月 - 日本国外市場で後述の新デザインの切り替えを先行開始。
  - 8月8日 - ブランド名を「MEVIUS（メビウス）」に刷新すると発表。
  - 11月上旬 - 5度目のデザイン変更（ディースペック・インパクト・アクア・スタイルプラスを除く15銘柄）。流れるように広がる曲線と全体を包み込むドットをデザインした新デザインに変更された。
  - 12月 - 免税店向けのボックス製品3種（オリジナル/ライト/スーパーライト）を国内向けと同等品に変更し、2013年1月出荷をもってマイルドセブン・グローバル・ボックス3種の販売を終了。
- 2013年（平成25年）
  - 1月25日 - 新ブランド「MEVIUS（メビウス）」の新製品第1弾「メビウス・プレミアムメンソール・5」先行発売（他銘柄の名称変更は2月上旬以降順次）。
  - 2月上旬 - 2012年11月からのデザインで「メビウス」に名称が変更された（前年12月製造分より順次変更され、店舗によっては1月下旬頃から入荷している）。

## ラインナップ

### マイルドセブン→メビウス（10 / 8 / 6 / 3 / 1mg）
マイルドセブンのオリジナルとなるたばこ。1977年にオリジナル（ソフト）、1985年にライト（ソフト）、1989年にスーパーライト（ソフト）、1995年にエクストラライト（ボックス）、1998年にワン（100's）が発売された。また、以前（1985年-2003年）はオリジナルのメンソールも存在した。その後2009年のオリジナル・100'sおよびライト・100'sの発売をもって全タール値でソフト・ボックス・100'sボックスの全てが揃った。
過去に5回、大きなパッケージデザイン変更が行われている（時期や詳細は#年表を参照）。1994年以前はオリジナル（およびシリーズ第2段のセレクト）は、セブンスター同様、星小紋のデザインだったが、その後発売されたライトやスーパーライト、メンソールでは別のデザインが採用され、統一感がなかった。
なお、2004年4月（一部3月）から2012年10月までのパッケージデザインは、日本独自のもので、海外では2005年7月より「グローバル・デザイン」と呼ばれる独自のデザインを採用していた。グローバル・デザインも2010年にデザイン変更が行われた。2012年4月より順次新パッケージを先行導入しているが、日本で導入されるデザインとは若干異なり、前面のタール値表記は入れず、フレーバー名の下のドットの数で重さを表している他、配色も一部異なっている。日本では、免税店限定でボックス製品3種のグローバル・デザイン（ブレンドも輸出仕様に合わせてあり、価格も他製品より若干高い）が販売されていたが、パッケージデザインを世界的に統一したことから、免税店向けも2012年12月に国内向けと同等品に変更し、2013年1月出荷をもって販売を終了している。
ブルーウインド導入後のデザインは、ザ・デザイン・アソシエイツがデザインを担当している。

### マイルドセブン・FK
1988年の発売当時、一部の銘柄（主に海外銘柄の対抗品およびライセンス生産品）を除き、JTの主力銘柄の多くがロングサイズ（80mm）だったためより長いキングサイズ（85mm）版として発売された。同時期には同様の経緯でセブンスター・EXやキャスター・スペシャルなども発売されており、80年代後半以降発売される銘柄はキングサイズが主流となった。「FK」は長さを表す「Filter Kings」の略である。ただし、長さ以外にブレンドも若干異なり、チョコレート系の香料が加えられている。1990年代前半に主力銘柄が軒並みキングサイズ化（マイルドセブンは1993年）されたため差別点が小さくなったが、根強い人気からその後もパッケージデザインは大きな変更を受けることなく、2011年まで継続販売された。

### マイルドセブン・スペシャルライト・ボックス
マイルドセブン初のボックス製品として1990年に発売。オリジナルとライトの中間的なコンセプト。FK同様、1993年〜1995年にかけて他のマイルドセブンのボックスバージョンが発売されたため唯一の存在ではなくなったが、根強い人気によりその後のパッケージデザイン変更を1度も受けずに2011年まで継続販売された（警告文が入った際に、ロゴ下の文言は短縮され、Special Lightsの表記が2行から1行になっている）。

### マイルドセブン・ディースペック
D-spec製品。プライムの改良版で、価格も通常価格に抑えられた。6mg / KSと1mg / 100'sが発売されている。発売時は6mgと1mgでデザインが異なっていたが、2011年10月の6mgのラウンドボックス化の際に、1mgのデザインに統一されている。メビウスになった後2014年2月頃に「メビウス・モード」シリーズとなった。

### マイルドセブン・プライム
初のノンメンソールのD-spec製品として発売された。当時のマイルドセブンボックスよりも20円高い設定であった。当初は6mgのみが発売され後に6mgメンソールが追加（2007年に廃止）。3mgスリム / 8mg / 10mgも一部地域でテスト販売されたものの全国発売はされずに廃止された。また6mgノーマルについても前述のマイルドセブン・ディースペックの台頭により2010年7月で廃止となった。

### マイルドセブン・アクア
スーパーライトはマイルドセブン30周年記念として追加されたメンソール製品。1mg / D-spec以外のメンソールが発売されるのは約4年ぶり。翌年にはワン・メンソールもアクアシリーズに組み込まれ名称変更された。2010年7月には、チャコールフィルターを採用した（メンソールでは国内2例目）アクア・スカッシュ・メンソールも発売されたが発売から1年経たずに廃止となった。

### マイルドセブン・インパクト
バーレー葉を増量し、吸い応えを高めた製品。コルクチップフィルター（周りが茶色いフィルター）をマイルドセブンで初めて採用している。1mgのインパクト・ワン・100's・ボックスとインパクト・ワン・メンソール・ボックス、5mgのインパクト・メンソール・ボックスの3種類が発売されている。発売時はインパクト・ワン・100's・ボックスとインパクト・ワン・メンソール・ボックスでデザインが異なっていたが、2011年2月の100'sのラウンドボックス化の際に、メンソールのデザインに統一されている。コンセプトは同時期に廃止となったアルファに近く、事実上の後継となっている。

### マイルドセブン・スタイルプラス
初のスーパースリムサイズのD-spec製品として発売された。1mgと6mgの2種類が発売されている。マイルドセブンのスムースでクセのない味わいはそのままに、独自ブレンドを開発したことにより、細巻きでありながら、凝縮したうまさを実現した。メビウスになった後の2014年2月に「メビウス・モード・スタイルプラス」シリーズとなった。

### その他
- マイルドセブン・セレクト - シリーズ第2弾でキングサイズの高級版として発売。当初は20円高かったが後の価格改定で10円差に圧縮された。2004年に廃止。廃止時点ではファミリー中最高タール値（12mg）であった。
- マイルドセブン・インターナショナル - インターナショナルサイズ（長さが約95mmで若干太い）。日本では1994年に廃止、免税店では継続販売中。
- マイルドセブン・アイスブルー・スーパーライト・ボックス - マイルドセブンのメンソール系としては初のボックス製品。2003年に廃止。
- マイルドセブン・スリム・ライト・メンソール - 東京都限定で販売されたが全国発売はされずに廃止された。アイシーン（現：ピアニッシモ・アイシーン）が事実上の後継銘柄となっている。

## 歴代キャッチコピー
- 白いベストセラー（1979年（昭和54年） - 1990年（平成2年）頃） - 当時は全商品がセブンスターに似た白基調のパッケージだった
- リッチ&ライト（1985年 - 1986年 / セレクト）
- 風はライトへ。（1985年 / ライト発売時）
- マイルドの味が生きている。（1985年 - 1986年 / ライト）
- マイルドなうまさをリードする。（1986年 - 1988年 / ライト）
- 一気爽快（1985年 - 1987年 / メンソール）
- わかいタバコ。マイルドさがあたらしい。（1988年 / FK発売時）
- これが、白いスーパーライト。（1989年 - 1992年頃 / スーパーライト）
- うまさと軽さのベストバランス（1992年 / スペシャルライト）
- マイルドセブンの青い世界（1993年 - 1994年 / スーパーライト）
- その時、うまさが広がっていく。（1993年 - 1994年 / ボックス製品）
- 手ごたえのある軽さとうまさ（1995年 / エクストラライト）
- Feel to the BLUE（1996年 - 1998年 / 全銘柄）
- 新たなる1mg（1999年 - 2001年 / ワン）
- うまさそのままスカイブルー（2000年 / ワン）
- GRAB YOUR STYLE（2004年 / ワンソフト・ワンメンソール）
- 1mg進化する / マイルドセブン進化する（2005年 / 主要銘柄デザイン変更時）
- GRAB THE WAVE（2004年 / プライムスーパーライト・メンソール）
- THE NEW STYLE（2005年 / プライムスリムスリー）
- THE MILD , THE BLUE（2006年）
- いごこちful宣言（2007年 - 2009年）
- ザ・スムース。（2009年 - ）
- 新ロング、誕生。 / 100'sシリーズ、全開。（2009年 / 100's製品）
- New Design MILD SEVEN（2010年 / レギュラー銘柄デザイン変更時）
- 新感覚! 天然メンソールの衝撃。（2010年 / インパクトワン・メンソール）
- これがスカメン! 超爽快スカッシュメンソール。（2010年 / アクア・スカッシュ・メンソール）
- 薄型。ギュッと濃い味。（2012年 / スタイルワン）
- 新体験 氷冷、持続。（2012年 / インパクト・メンソール）
- メビウス元年（2013年 / 改称前）

## たばこ規制枠組み条約との関連
たばこ規制枠組み条約策定時に、「―マイルド」・「―ライト」といった、従来たばこ製品より肺癌・冠状動脈性心臓疾患などの疾病罹患率を低減させると誤認させる表記を全面禁止する案が挙がったが、日本たばこ産業並び日本国政府は、「『マイルドセブン』はJTの登録商標であり（売り上げに占める割合も大きい）」として反対。結局これら表記を規制するかどうかは、条約批准国が自主的に決定することとなった。詳細は、ライトたばこを参照。なお、「マイルド」の表記が禁止された地域では、ロシアや香港などのように、日本と同様に「MILD」の表記が悪影響が少ないわけではない旨を表記することで、特例的に認められた地域もある（その場合でも、フレーバー名はオリジナルブルー（オリジナル）＞スカイブルー（ライト）＞ウィンドブルー（スーパーライト）＞クリスタルホワイト（ワン）に変更されている）が、認められなかった場合は、「セブンスター」の名称で販売されている。

## 偽たばこの流通
2006年（平成18年）、東南アジア一帯ではよく知られているブランドたばこである、マイルドセブンを騙った模倣品のたばこパッケージが、日本国外で広く流通している事実が明るみに出た。パッケージデザインなどは本物のそれとほぼ同一であるが、香り・味といったタバコの品質に関しては、本物とは比べ物にならないほど粗雑な出来である。内外の調査の結果によれば、この偽たばこに関しては、北朝鮮(朝鮮民主主義人民共和国）が外貨資金獲得活動の一環として、国家ぐるみで製造しているものという見方が強い。